# 헬프라인
헬프라인(help line)은 외부의 독립적인 제3자에게 위탁하여 운영하는 익명의 제보시스템으로, 주로 기업들이 경영리스크를 감소할 목적으로 운영하는 윤리경영시스템의 일종이다.  
독립적인 제3자는 헬프라인 전문회사 혹은 변호사, 회계법인이 될 수도 있다. 외국에서는 주로 헬프라인 전문회사에 위탁하고 있다.
포춘 100대 기업의 75%가 외부에 위탁한 헬프라인을 운영하고 있다. 
헬프라인을 운영하는 이유는 내부통제의 필요성 때문이며, 윤리경영을 실천하기 위한 제도적 준비를 갖추고자 하는데 있다. 

## 기타
국제협약인 EICC(전자산업행동규범)는 D항 '기업윤리' 제 6항(신원보호와 보복금지)에서 협력사및 내부제보자의 비밀과 익명성을 보장할 수 있는 시스템을 운영하여야 한다고 규정하고 있다.  
ISO 26000(사회적책임에관한 국제표준), EICC(전자산업행동규범) 등 국제협약에서도 내부제보자의 신원을 보장하기 위해 익명성을 보장할 수 있는 시스템을 갖출것을 요구하고 있다.
미국 ACFE는 2014년 대정부 보고서에서 조직내 부정행위를 발견하는 데 가장 효과적인 수단은 익명성을 갖춘 제보시스템이라고 하였다.